# 非均衡
非均衡，又稱非瓦尔拉斯均衡，為一經濟學理論。
非均衡理論的創始人是羅勃特·克勞爾，他在1960和1965年分別發表了兩篇論文，探討凯恩斯理論體系與瓦爾拉斯學派之間的差異，並得出「凱恩斯理論的本質是要說明經濟非均衡調整過程」的結論，從此開創非瓦爾拉斯均衡理論的研究領域。在解讀凱恩斯理論過程中，非瓦爾拉均衡學派從強調非均衡到走向均衡，並逐漸形成了自己的「均衡觀」。
在現實生活中，瓦爾拉斯均衡所要求的假設條件並不存在，市場均衡常常是非瓦爾拉斯式的，即供給與需求未必相等，但卻有可能出現長期相對穩定的趨勢。例如一個常態的經濟體系必然存在一定的失業率或通貨膨脹率，零失業率和零通貨膨脹率的瓦爾拉斯均衡只是一種特例。 
在非瓦爾拉斯均衡的分析中，主要強調數量的調節，而非價格的調節。當供需失衡時，市場交易量遵循短邊原則，即在自願交易的狀況下，當供過於求時，需求是短邊，市場的交易量等於需求量；反之，供給是短邊，交易量等於供給量。 